# Pseudomma affine
Pseudomma affine är en kräftdjursart som beskrevs av Georg Ossian Sars 1870. Pseudomma affine ingår i släktet Pseudomma och familjen Mysidae. Arten är reproducerande i Sverige. Inga underarter finns listade i Catalogue of Life.